# Hemlands fjärden
Hemlands fjärden är en fjärd i Finland. Den ligger i kommunen Kimitoön i landskapet Egentliga Finland, i den södra delen av landet, 120 km väster om huvudstaden Helsingfors.
Hemlands fjärden avgränsas av Bolax i väster, Norrön i norr, Nötön i öster, Notlandet i söder och Halsholmen i sydväst. Den ansluter till Flögskärs fladan genom Storsundet mellan Bolax och Halsholmen.